# Nagarote
Nagarote là một khu tự quản thuộc tỉnh León, Nicaragua. Khu tự quản Nagarote có diện tích 598 ki lô mét vuông. Đến thời điểm năm 2005, huyện Nagarote có dân số 32303 người.